# Bukkake

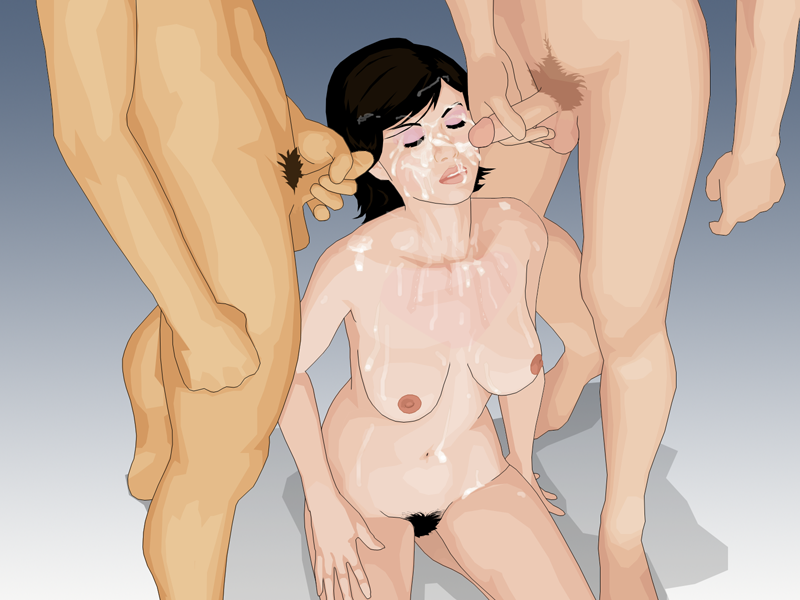
Pratica do Bukkake.

Bukkake (ouça a pronúncia)ⓘ é uma modalidade de sexo grupal que consiste em uma pessoa "recebendo" a ejaculação de diversos homens. Originário do Japão (cuja tradução aproximada é "espirrar água"), a prática é comum na indústria pornográfica. Foi erroneamente sugerido como oriundo de uma prática medieval japonesa onde se castigava uma mulher adúltera, previamente amarrada e ajoelhada sobre uma esteira, sendo submetida à ejaculação de vários homens.
Desde finais da década de 1990 tornou-se um fetiche, existindo produções de vários estúdios norte-americanos e europeus dedicados ao gênero. Deduzidas as variações, o bukkake é encenado com uma pessoa se postando de joelhos e aguardando que vários homens em pé se masturbem e ejaculem sobre o seu rosto. É também chamado de Sexo Facial (embora o termo Sexo Facial não seja tão específico, podendo significar apenas o ato de ejacular na face, não necessariamente sexo grupal).